# Palazzo Tartagni Marvelli
Palazzo Tartagni Marvelli è un palazzo storico della città di Forlì posto in corso Garibaldi 173.

## Descrizione
La facciata settecentesca è monumentale ed è caratterizzata da decorazioni e strutture architettoniche riferibili alla Scuola bolognese.
L'edificio risulta incompiuto: infatti, come si evidenzia dai documenti presenti nell'Archivio della Biblioteca comunale di Forlì in cui è conservato il progetto globale, si evidenzia che la struttura attuale è diversa da quella del progetto originario, che non fu mai portata a termine per via del declino economico dei marchesi Tartagni Marvelli risalente all'inizio del XIX secolo.
A lato del palazzo è presente una torre, mozza o incompiuta, del XIV secolo.
Nel 1817 da famiglia Tartagni Marvelli donò il proprio patrimonio al Collegio dei Gesuiti di Forlì, che convertì il palazzo in istituto per l'educazione dei giovani.
Trovandosi nella zona della città che a lungo ospitò gli uffici e le strutture dell'Esercito Italiano, prima di diventare sede della Polizia di Stato palazzo Tartagni Marvelli fu anche sede del genio militare.
È attualmente sede della Questura.